# Erikub
Erikub (marsz. Ādkup) – niezamieszkany atol łańcucha Ratak Chain na Wyspach Marshalla na Oceanie Spokojnym.
Atol został odkryty przez Ruya Lópeza de Villalobosa w 1543.
Ostatni raz odnotowano zamieszkanie wysp w 1905 roku, kiedy to żyło tu ok. 30 osób. Obecnie atol jest wykorzystywany przez mieszkańców pobliskiego Wotje do zbierania żywności.

## Geografia i przyroda
Erikub leży 8 km na południe od atolu Wotje w centrum archipelagu Ratak Chain. Składa się z 14 wysp (według innego źródła wysp jest 16) m.in. Erikub, Bogengoa, Jeldoni, Aradojairik, Aradojairen, Jabonear, Enega i Lodj o łącznej powierzchni 1,53 km². Łączna powierzchnia laguny wynosi 230,30 km². W przeszłości atol określano nazwami: Bishop Junction Islands, Tchichagoff, Egerup i Chichagov.
W 1967 r. stwierdzono występowanie na Erikub 18 gatunków ptaków, w tym 6 lęgowych (Pheathon lepturus, Sula Leucogaster, Sterna sumatrana, Anous stolidus, Anous tenuirostris i Gygis Alba) i 6 potencjalnie lęgowych. Na atolu spotkać można spotkać przedstawicieli gatunku Ipomoea violacea.